# Île Chevreau
Île Chevreau, eller Île Bonhomme, är en ö i Saint-Barthélemy (Frankrike). Den ligger nordväst om huvudön, 4 km norr om huvudstaden Gustavia. Arean är 0,62 kvadratkilometer.